# Lac Echo (comté de Shasta)
Pour les articles homonymes, voir Lac Echo.
Le lac Echo (en anglais : Echo Lake) est un lac américain dans le comté de Shasta, en Californie. Il est situé à 2 088 mètres d'altitude au sein de la Lassen Volcanic Wilderness, dans le parc national volcanique de Lassen.